# Savigny-Lévescault
Savigny-Lévescault és un municipi francès situat al departament de la Viena i a la regió de la Nova Aquitània. L'any 2007 tenia 1.009 habitants.

## Demografia

### Població
El 2007 la població de fet de Savigny-Lévescault era de 1.009 persones. Hi havia 387 famílies de les quals 78 eren unipersonals (39 homes vivint sols i 39 dones vivint soles), 123 parelles sense fills, 167 parelles amb fills i 19 famílies monoparentals amb fills.
La població ha evolucionat segons el següent gràfic:
Habitants censats

### Habitatges
El 2007 hi havia 412 habitatges, 389 eren l'habitatge principal de la família, 3 eren segones residències i 20 estaven desocupats. 401 eren cases i 11 eren apartaments. Dels 389 habitatges principals, 330 estaven ocupats pels seus propietaris, 56 estaven llogats i ocupats pels llogaters i 3 estaven cedits a títol gratuït; 10 tenien dues cambres, 24 en tenien tres, 107 en tenien quatre i 248 en tenien cinc o més. 325 habitatges disposaven pel capbaix d'una plaça de pàrquing. A 110 habitatges hi havia un automòbil i a 259 n'hi havia dos o més.

### Piràmide de població
La piràmide de població per edats i sexe el 2009 era:
| Homes | Edats   | Dones |
| ----- | ------- | ----- |
| 0     | 95 o +  | 0     |
| 0     | 90 a 94 | 0     |
| 8     | 85 a 89 | 8     |
| 4     | 80 a 84 | 0     |
| 8     | 75 a 79 | 8     |
| 28    | 70 a 74 | 16    |
| 4     | 65 a 69 | 20    |
| 4     | 60 a 64 | 12    |
| 20    | 55 a 59 | 12    |
| 28    | 50 a 54 | 24    |
| 44    | 45 a 49 | 36    |
| 76    | 40 a 44 | 60    |
| 52    | 35 a 39 | 52    |
| 8     | 30 a 34 | 20    |
| 24    | 25 a 29 | 16    |
| 20    | 20 a 24 | 20    |
| 64    | 15 a 19 | 44    |
| 48    | 10 a 14 | 36    |
| 48    | 5 a 9   | 36    |
| 12    | 0 a 4   | 24    |

## Economia
El 2007 la població en edat de treballar era de 690 persones, 548 eren actives i 142 eren inactives. De les 548 persones actives 528 estaven ocupades (272 homes i 256 dones) i 21 estaven aturades (13 homes i 8 dones). De les 142 persones inactives 56 estaven jubilades, 65 estaven estudiant i 21 estaven classificades com a «altres inactius».

### Ingressos
El 2009 a Savigny-Lévescault hi havia 397 unitats fiscals que integraven 1.068,5 persones, la mediana anual d'ingressos fiscals per persona era de 21.163 €.

### Activitats econòmiques
Dels 22 establiments que hi havia el 2007, 1 era d'una empresa alimentària, 1 d'una empresa de fabricació d'altres productes industrials, 6 d'empreses de construcció, 2 d'empreses de comerç i reparació d'automòbils, 1 d'una empresa de transport, 1 d'una empresa d'hostatgeria i restauració, 1 d'una empresa financera, 1 d'una empresa immobiliària, 4 d'empreses de serveis, 3 d'entitats de l'administració pública i 1 d'una empresa classificada com a «altres activitats de serveis».
Dels 7 establiments de servei als particulars que hi havia el 2009, 1 era un taller de reparació d'automòbils i de material agrícola, 1 fusteria, 2 lampisteries, 2 electricistes i 1 perruqueria.
Dels 2 establiments comercials que hi havia el 2009, 1 era una fleca i 1 una botiga de roba.
L'any 2000 a Savigny-Lévescault hi havia 17 explotacions agrícoles que ocupaven un total de 1.269 hectàrees.

## Equipaments sanitaris i escolars
L'únic equipament sanitari que hi havia el 2009 era una ambulància.
El 2009 hi havia una escola elemental.

## Poblacions més properes
El següent diagrama mostra les poblacions més properes.